# Mujeres en el EZLN

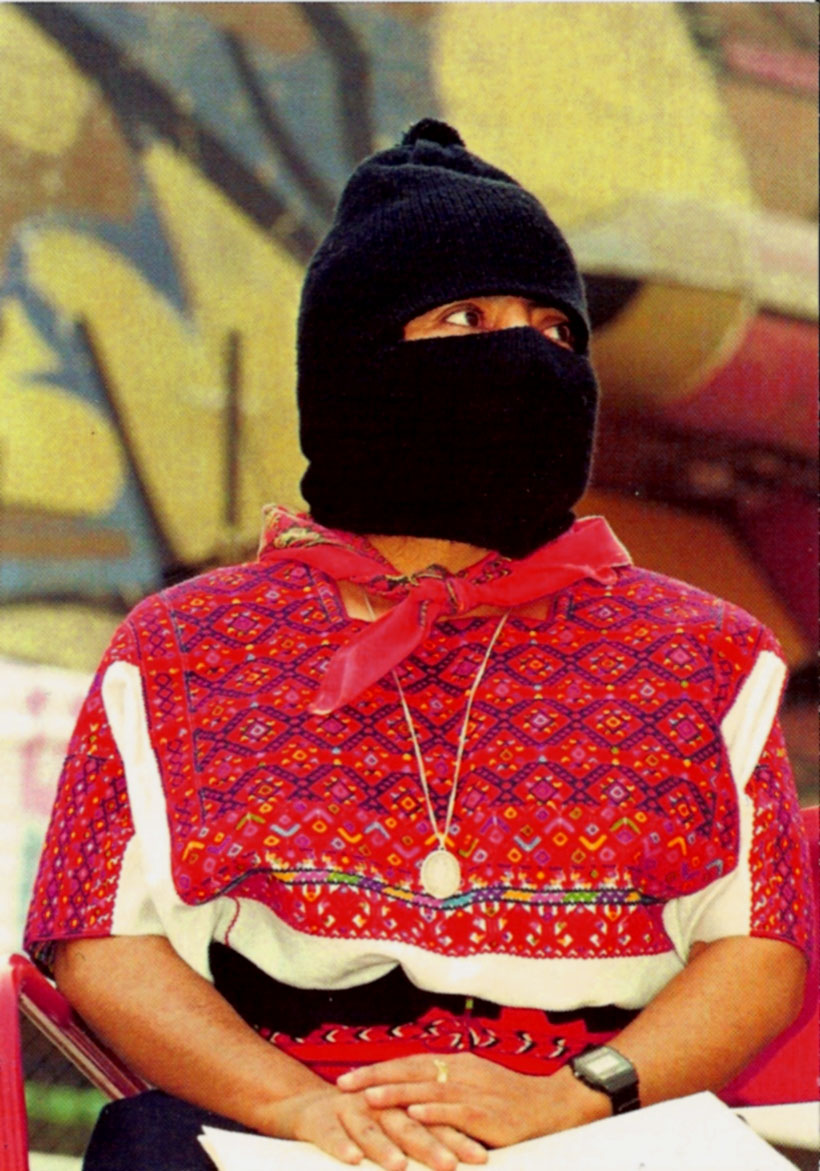
Comandanta Ramona, una de las líderes históricas del movimiento EZLN

Las mujeres son una parte fundamental del Ejército Zapatista de Liberación Nacional (EZLN), una organización política y grupo guerrillero ubicado en Chiapas, México creado en 1994. Durante la década de 1990, una tercera parte de los miembros del EZLN  y la mitad de las bases de apoyo eran mujeres. En sus inicios, en 1994, representaban entre el diez y quince por ciento del Comité Clandestino Revolucionario Indígena. El EZLN incorpora en su marco ideológico la igualdad de género y el reconocimiento de los derechos de las mujeres y su organización se basa en el consenso de todos sus miembros otorgando a las mujeres los mismos derechos que a los hombres. Tras la revuelta zapatista en Chiapas, en diciembre de 1993 el EZLN anunció la Ley revolucionaria de mujeres zapatista, un conjunto de diez leyes otorgando derechos a las mujeres a participar en la lucha revolucionaria, a trabajar y recibir un salario justo, a decidir el número de hijos que puedan tener y cuidar, a ser elegidas libre y democráticamente en la participación en asuntos de la comunidad, a la atención primaria en salud y alimentación de ellas y sus hijos, a la educación, a elegir su pareja y a no ser obligadas por la fuerza a contraer matrimonio, a no ser maltratadas y violentadas ni por familiares ni por extraños, a ocupar cargos de dirección y tener grados militares en las fuerzas armadas revolucionarias y tener todos los derechos y obligaciones que señalan las leyes y los reglamentos revolucionarios. Entre las mujeres que lideraron el movimiento desde el inicio destacaron la Comandante Ramona y la Mayor Ana María que animaron a otras mujeres a unirse al EZLN.

## Antecedentes

### Mujeres indígenas de Chiapas

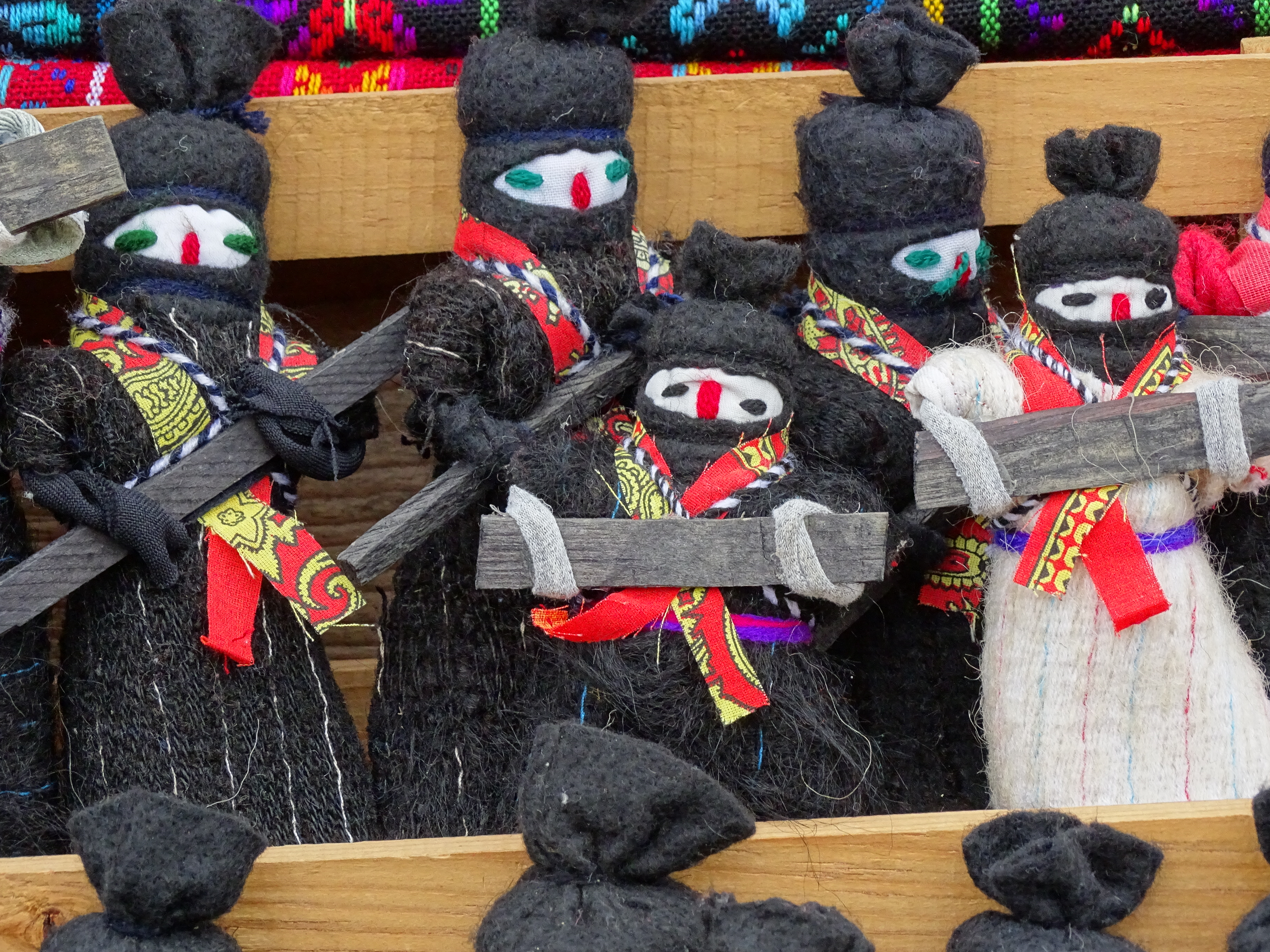
Muñecas de Chamula.

Las mujeres indígenas de Chiapas durante la segunda mitad del siglo XX se casaban jóvenes, por lo generales a los trece o catorce años. No eran ellas quien podían elegir a su marido. Eran los hombres quienes decidían con quién casarse y la boda se negociaba con los padres de la elegida. Una vez casadas, las mujeres asumían la crianza de los hijos, se encargaban de las tareas del hogar y participaban en las labores agrícolas de la comunidad. Las mujeres casadas sufrían a menudo maltrato por parte de sus maridos, incluyendo abuso físico. Además no tenían acceso a la educación formal y no tenían capacidad de aprender español, dificultando su movilidad socioeconómica dado que el español es la principal lengua hablada en las ciudades y utilizada en prácticas empresariales.

### Mujeres indígenas y migración interna
En la década de 1950, el gobierno mexicano fomentó la migración a las tierras altas de la selva Lacandona en la zona oriental de Chiapas núcleo del EZLN, a causa de la reforma agraria. En muchos casos, los hombres intentaron forzar a sus mujeres a acompañarles a la jungla pero las mujeres no querían acompañarles dado que muchas de ellas nunca habían abandonado sus pueblos en Los Altos de Chiapas. En la nueva ubicación se mezclaron varios grupos étnicos, y las mujeres aprendieron otras lenguas indígenas con las que pudieron comunicarse más fluidamente.
Esto marcó diferencias con quienes quedaron en las tierras altas. Los hombres empezaron trabajar en nuevos negocios e industrias, mientras que las mujeres no pudieron trabajar por un salario. Las mujeres ganaban dinero como vendedoras ambulantes o sirvientas. 6] Algunas de las vendedoras ambulantes vendían sus artesanías hechas a mano a los turistas en las ciudades, de esta manera estas mujeres organizaron un colectivo de artesanos. También formaron otros tipos de colectivos económicos como hacer pan y la jardinería. Las mujeres de las áreas rurales también podían quedarse en su pueblo y contribuir al colectivo. Este fue un caso de organización femenina del trabajo que realizaron ellas mismas. Las sirvientas ganaban dinero en efectivo, pero eran víctimas del abuso de los ladinos en las plantaciones. El abuso físico y sexual era generalmente cometido por el ladino terrateniente con las mujeres que trabajaban en sus casas.[8] Independencia, nuevas habilidades y los reclamos fueron aumentando las experiencias de las mujeres que dirigieron el EZLN.

## Participación

### Participación política y militar
El EZLN hizo su primera aparición en la escena nacional e internacional el 1 de enero de 1994 en San Cristóbal de las Casas en Chiapas y otros seis municipios coincidiendo con la incorporación de México al Acuerdo de Comercio Libre norteamericano. Este levantamiento contra el estado mexicano fue acompañado con la Primera Declaración de la Selva Lacandona y sus Leyes Revolucionarias. La Mayor Ana Maria, dirigió la captura de San Cristóbal de las Casas.
El ejército de EZLN estaba formado por un tercio de mujeres, algunas de ellas asumieron también puestos de mando.  Por otro lado la mitad del apoyo en las bases del EZLN eran mujeres. Inicialmente, la mayoría de las mujeres insurgentes se autoorganizaron en milicias locales que más tarde decidieron unirse en el actual EZLN. Las mujeres que se unieron a la insurgencia renunciaron a una familia propia dadas las dificultades de ocuparse de los menores en las condiciones en las que vivían. Existían medidas de planificación familiar para las insurgentes, y quienes que quedaron embarazadas, o bien ellas volvían a casa, o bien dejaban a sus hijos con sus padres. En los campamentos insurgentes los hombres y las mujeres compartían las tareas de cocinar y limpiar de manera igualitaria.
Unirse al EZLN permitió a las mujeres un mayor acceso a oportunidades educativas. Los zapatistas hablaban español como lengua común entre las diversas lenguas mayas, por lo que las mujeres zapatistas aprendieron español y también tuvieron la oportunidad de aprender a leer y escribir.

### Otra participación
Muchas otras mujeres que no pertenecían directamente a la insurgencia del EZLN participaron con otras tareas. Estas mujeres, generalmente mayores o con familias a cargo, contribuyeron alertando a las comunidades si llegaban los militares, operando radios para notificar a las comunidades sobre el movimiento de tropas federales, cosiendo uniformes, alimentando tropas, etc.

### Mayor Ana Maria
La Mayor Ana Maria dirigió la insurrección en 1994 en San Cristóbal de las Casas. Es del grupo etno lingüístico Tzotzi y alcanzó el rango militar más alto en su área, los Altos de Chiapas. Como Mayor de Infantería, mandó un batallón y los dirigió en batalla. Ella comenzó a participar a los ocho años de edad en propuestas pacíficas y a la edad de catorce años se unió al EZLN, siendo una de las primeras mujeres que lo hacía.